# Camponotus petrifactus
Camponotus petrifactus är en myrart som beskrevs av Carpenter 1930. Camponotus petrifactus ingår i släktet hästmyror, och familjen myror. Inga underarter finns listade.